# Ho perso la testa per un cervello
Ho perso la testa per un cervello (The Man with Two Brains) è un film del 1983, diretto dal regista Carl Reiner. È una commedia a sfondo fantascientifico che ha per protagonista Steve Martin nei panni di uno scienziato.

## Trama
Il dott. Michel Hfuhruhurr è un luminare della chirurgia del cervello. Vedovo, viene sedotto dalla bella Dolores che lo induce a sposarla, salvo poi subito dopo rivelare i tutt'altro che nobili sentimenti che l'animano. Hfuhruhurr, durante uno dei suoi frequenti convegni internazionali di medicina, conosce lo stravagante dott. Necessiter che segretamente conserva in laboratorio una variegata collezione di "cervelli umani ancora vivi". Sarà proprio con uno di questi cervelli che Hfuhruhurr scoprirà di essere in particolare sintonia, quello di una donna chiamata Anne Uumellmahaye, della quale si innamorerà scambiandosi i loro pensieri telepaticamente.